# 神戸市看護大学短期大学部
神戸市看護大学短期大学部（こうべしかんごだいがくたんきだいがくぶ、英語: Kobe City Junior College of Nursing）は、兵庫県神戸市中央区に本部を置いていた日本の公立短期大学である。1981年に設置され、2007年に廃止された。略称は市看短。

## 概要

### 大学全体
- 兵庫県神戸市中央区に所在した日本の公立短期大学で、設置主体は神戸市[注 3]
- 1981年に神戸市立看護短期大学として開学[注 4]。当初は2つの学科が設けられたが1998年度入学生より1学科となる。
- 2002年度の入学生を最後に[注釈 2]、短期大学としての使命を終える[注釈 3]。

### 教育および研究
- 看護教育に特化した短大となっていた。神戸市立中央病院・兵庫県立光風病院・兵庫県立こども病院などにおける臨床実習も取り入れられていた[9]。

### 学風および特色
- 1959年開校の神戸市高等看護学院が起源となり、以後神戸市立看護専門学校を経て改組発展により短期大学として再出発した。神戸市看護大学開学後も、暫く短期大学部として経営されていた。
- キャンパスは大学と別に短大独自のキャンパスがあった。

## 沿革
- 1959年
  - 9月3日 神戸市立高等看護学院が創設される。
- 1976年
  - 10月 専門学校から短期大学に移行するための調査開始。
- 1979年
  - 神戸市衛生局病院管理センター内に看護短期大学設置準備担当者を配置。
- 1981年
  - 4月1日 神戸市立看護短期大学が以下の学科体制にて開学[10]
    - 第一看護学科 入学定員100名
    - 第二看護学科 入学定員50名
- 1996年
  - 4月1日 神戸市看護大学短期大学部と改称[注 5]
- 1997年
  - 4月1日
    - 第一看護学科の入学定員を100→80に減員[13]
    - 以下の学科については、この年度で学生募集を最終とする[注 6]。
      - 第二看護学科[注 7]
- 2000年
  - 4月1日 第一看護学科を看護学科に改称[注 8]。
- 2002年
  - 4月1日 この年度で短期大学としての学生募集を最終とする[注釈 2]。
- 2007年
  - 12月21日 文部科学省より廃止の認可がおりる[注釈 3]。

## 基礎データ

### 所在地
- 兵庫県神戸市中央区港島中町4-6[注釈 1]

### 象徴
- 神戸市看護大学短期大学部のカレッジマークはナースキャップをイメージしたものとなっていた。ナースキャップの中に交差された半円が2つ描かれているが、これは国際都市である神戸市のシンボルマークで且つそれぞれの半円は兵庫港と神戸港を表し、またカウベ（こうべ）の「カ」をデザイン化されたものとなっている[17]。
- スクールカラーは緑色で、これは学び育つ若い芽を象徴している[17]。

## 教育および研究

### 組織

#### 学科
- 第一看護学科→看護学科 入学定員80名[注 9]
- 第二看護学科 入学定員50名[注 10]

#### 専攻科
- なし

#### 別科
- なし

#### 取得資格について
受験資格
- 看護師
  - 第一看護学科→看護学科[9]
  - 第二看護学科

##### 年度別学生数
| -        | 第一看護学科 | 第二看護学科 | 出典      |
| -------- | ------------ | ------------ | --------- |
| 入学定員 | 100          | 50           | -         |
| 総定員   | 300          | 100          | -         |
| 1981年   | 女98         | 女48         | [ 22 ]    |
| 1982年   | 女195        | 女96         | [ 23 ]    |
| 1983年   | 男2 女287    | 女98         | [ 24 ]    |
| 1984年   | 男1 女291    | 女99         | [ 25 ]    |
| 1985年   | 男1 女302    | 男1 女100    | [ 26 ]    |
| 1986年   | 男1 女295    | 男1 女102    | [ 27 ]    |
| 1987年   | 男1 女297    | 女100        | [ 28 ]    |
| 1988年   | 男2 女299    | 女99         | [ 29 ]    |
| 1989年   | 男1 女297    | 男2 女107    | [ 30 ]    |
| 1990年   | 男1 女294    | 男2 女105    | [ 31 ]    |
| 1991年   | 女304        | 女106        | [ 32 ]    |
| 1992年   | 男1 女320    | 女109        | [ 注 13 ] |
| 1993年   | 男3 女320    | 女102        | [ 35 ]    |
| 1994年   | 男3 女314    | 男2 女98     | [ 36 ]    |
| 1995年   | 男5 女308    | 男3 女100    | [ 37 ]    |
| 1996年   | 男6 女294    | 男2 女102    | [ 38 ]    |
| 1997年   | 男5 女280    | 男1 女103    | [ 39 ]    |
| 1998年   | 男4 女250    | 男0 女52     | [ 40 ]    |
| 1999年   | 男4 女239    | 男0 女2      | [ 41 ]    |

### 研究
- 『神戸市立看護短期大学紀要』[42]

## 学生生活

### 部活動・クラブ活動・サークル活動
- 神戸市看護大学短期大学部で活動していたクラブ活動[43]
  - 体育系：ソフトボール・バスケットボールほか
  - 文化系：茶道・ボランティアほか

### 学園祭
- 神戸市看護大学短期大学部の学園祭は「マリン祭」と呼ばれ、例年概ね11月に行われていた[44]。

## 施設

### キャンパス[45]
- 神戸新交通ポートアイランド線市民病院前駅からすぐの場所にあった[17]。
- 設備：当時、敷地面積15,600m2・本館面積7,165m2・別館1,812m2・運動場4,800m2となっていた。本館は3階建、別館は2階建となっていた。
- 図書館は本館の1階にあり所蔵総数は、1999年度においておよそ44,000冊となっていた。学生一人あたりの年間貸出冊数はおよそ30冊となっており、これは全国の公立短大ではトップクラスを誇っていた。
- 敷地内には、校歌および前身である神戸市立看護専門学校が昭和58年に閉学した旨の記述がある石碑が建てられている。

### 学生食堂
- 神戸市看護大学短期大学部の学生食堂（学食）は別舘の1階にあり、床面積はおよそ216m2となっていた[46]。

### 寮
- 神戸市看護大学短期大学部には学生寮はなく、遠隔地出身者は短大からアパートなどの紹介を受けることになっていた[47]。

## 対外関係

### 系列校
- 神戸市看護大学

## 社会との関わり
- 公開講座が行われていた。

## 卒業後の進路について

### 就職について
- 神戸市立病院をはじめ大手の医療機関への専門職として勤務する人が多いものとなっていた。

### 編入学・進学実績
- 神戸市看護大学ほか看護系・養護教諭養成機関への進学者がいたものとみられる。1999年卒業生では、8名が大学進学している[48]。

## 関連サイト
- 歴史|神戸市看護大学